# Véronique Pestel
 (septembre 2022).
Si vous disposez d'ouvrages ou d'articles de référence ou si vous connaissez des sites web de qualité traitant du thème abordé ici, merci de compléter l'article en donnant les références utiles à sa vérifiabilité et en les liant à la section « Notes et références ».
Pour les articles homonymes, voir Pestel.
Véronique Pestel, née à Fontenay-aux-Roses le 6 mars 1960, est une chanteuse, auteure-compositrice-interprète française.

## Biographie
Formée à la musique et à la danse dès ses plus jeunes années, Véronique Pestel commence à écrire des poèmes et de la musique à l'adolescence, puis ses premières chansons. Après des études de philosophie, elle se forme au chant, donne des cours de piano et commence à chanter en public vers 1980,.
À partir de 1990, elle se produit en première partie de Claude Nougaro, Serge Reggiani, Juliette Gréco, Maxime Le Forestier, Catherine Lara, Isabelle Aubret, Enzo Enzo, Marie-Paule Belle, Julos Beaucarne... Elle participe aux Festivals de musique et chanson francophones : Printemps de Bourges, Francofolies de la Rochelle, Festival de Marne, Festival des Hauts-de-Seine, Alors Chante de Montauban, Zurich, Montréal, Boston, Barjac m'enchante, Lausanne, Charleroi, Arras, Toronto...
Après les Francofolies en 1994, elle se produit à l'Olympia en 1995,,.
Mêlant intelligence et humour, elle chante les gens, les femmes, les oppressions de toutes natures. Son inspiration musicale va du classique au jazz ; elle s'accompagne le plus souvent seule au piano ou bien joue en duo de pianos, avec Michel Précastelli ; plus rarement en quartette, elle est entourée de saxophone, violoncelle, contrebasse. Son modèle de chanteur-poète-musicien est Atahualpa Yupanqui.
Véronique Pestel poursuit sa carrière d'auteur-compositeur-interprète et chante aussi des textes d'auteurs qu'elle met en musique, tout en finesse, en exigence, en élégance dans son expression, dans la lignée des grands chanteurs de tradition française.

## Citation
- « Faire un spectacle de chanson, pour moi, c’est ça : donner lieu à l’amour que chacun porte en lui-même, donner lieu à la beauté de chacun. » Véronique Pestel

## Discographie
- 1985 : Mea Culpa, 45 tours
- 1992 : La Parole de l'autre (Enregistrement public à l'Espace Tonkin)
- 1995 : Laisser-courre (Grand Prix du disque Charles Cros, Prix Adami)
- 1997 : Mamie Métisse
- 1997 : L'appeau des mots (Enregistrement public au Théâtre de Dix Heures)
- 2000 : Babels
- 2005 : Canis Bulle (Enregistrement public au Théâtre de L'Essaïon)
- 2009 : La vie va, Rag
- 2013 : Caf' conf Aragon
- 2016 : Faire autrement
- 2019 : Intérieur avec vue
- 2021 : Mon Aragon